# Jakob Amiet
Jakob Amiet (* 25. Dezember 1817 in Solothurn; † 9. September 1883 ebenda) war ein Schweizer Jurist und Schriftsteller.

## Leben
Als Sohn des Notars, Grossrats und Stadtschreibers Franz Xaver Amiet und der Alpendichterin Emerita geborene Gyr von Einsiedeln geboren, studierte Jakob Amiet Philosophie und Rechtswissenschaften in Genf, Jena, Göttingen, Berlin und Heidelberg. Während seines Studiums wurde er 1835 Mitglied der Zofingia Solothurn, 1836 der Zofingia Genf und 1837 der Burgkeller-Burschenschaft Jena. Nach seinem Studium wurde er 1841 Advokat in Solothurn, wo er ab 1842 auch als stellvertretender Amtsschreiber tätig war. 1848 wurde er Suppleant des kantonalen Obergerichts sowie eidgenössischer Stabsauditor. Von 1852 bis 1856 war Amiet als eidgenössischer Bundesanwalt (Generalprokurator) in Bern tätig. Er begründete seine Demission 1856 damit, dass es nicht länger mit seinem Bürgerethos zu vereinbaren sei, für eine anhaltende Untätigkeit in Bern ein Jahresgehalt von 4300 Franken zu beziehen. In der Folge wurde die Stelle lange Jahre nicht mehr besetzt. Amiet wurde danach Präsident des Amtsgerichts Bucheggberg-Kriegstetten und Präsident des kantonalen Amtsgerichts. 1867 wurde er Präsident des eidgenössischen Kassationsgerichts. Später arbeitete er wieder als Advokat. In der Schweizer Armee diente er als Oberst.

## Politische Aktivitäten
1847/48 tat sich Jakob Amiet als Radikalliberaler gegen den Sonderbund hervor. Allerdings änderte er in der Folge seine Gesinnung relativ weitgehend: Im Kulturkampf unterstützte er die römisch-katholische Seite gegen die Liberalen und wandte sich auch – erfolglos – gegen die Auflösung des St. Ursenstiftes. Er war 1851/52 sowie erneut 1873 bis 1876 Solothurner Kantonsrat.
Auch schriftstellerisch war Amiet tätig; er verfasste Bücher und viele Schriften und Gelegenheitsgedichte zu Jubiläen oder anderen Festanlässen.

## Anmerkung
1. ↑  Das ist heute inflations-bereinigt ein vielfach höherer Betrag.

## Veröffentlichungen (Auswahl)
- Solothurns Kunstbestrebungen vergangener Zeit und dessen Lucasbruderschaft. St. Gallen, 1862
- Studien zur Entzifferung der roemischen Inschrift von Laupersdorf, (Kanton Solothurn) aus dem Ende des IV. Jahrhunderts. Solothurn 1864.
- Die Bündnisse zwischen Biel und Solothurn. Solothurn 1868
- Die Gründungssage der Schwesterstädte Solothurn, Zürich und Trier. Solothurn 1873
- Das St. Ursus-Pfarrstift der Stadt Solothurn seit seiner Gründung bis zur staatlichen Auflösung im Jahre 1874 nach den urkundlichen Quellen. Solothurn 1878
- Die französischen und lombardischen Geldwucherer des Mittelalters, namentlich in der Schweiz. Solothurn 1882
- Der Münzforscher Andreas Morellius von Bern. Ein Lebensbild aus der Zeit der Bastille. In: Berner Taschenbuch auf das Jahr 1883. Bern 1883, S. 1–52 (doi:10.5169/seals-124826#10)
- Festspruch, vorgetragen an der Versammlung des Schweizerischen Kunstvereins bei Anlass der Übergabe der Frescobilder Stückelberg's in der neuerstellten Tellscapelle. Zepfel Solothurn, 1883

## Nachlass
- Zentralbibliothek Solothurn: Korrespondenz einzeln in Swisscollections, andere Nachlassmaterialien in Bestand BEVH.

| Vorgänger | Amt                                                          | Nachfolger |
| --------- | ------------------------------------------------------------ | ---------- |
| Paul Migy | Bundesanwalt der Schweizerischen Eidgenossenschaft 1852–1856 | vakant     |

| Personendaten    | Personendaten                       |
| ---------------- | ----------------------------------- |
| NAME             | Amiet, Jakob                        |
| KURZBESCHREIBUNG | Schweizer Jurist und Schriftsteller |
| GEBURTSDATUM     | 25. Dezember 1817                   |
| GEBURTSORT       | Solothurn                           |
| STERBEDATUM      | 9. September 1883                   |
| STERBEORT        | Solothurn                           |